# Hsi Wen Li
Hsi Wen Li ( n. 1931 ) es un botánico chino.

## Algunas publicaciones
- cheng yih Wu, hsi-wen Li. 1977. Angiospermae Dicotyledoneae: Labiatae (2). Volumen 66 de Flora Reipublicae Popularis Sinicae. Editor Science Press, 649 pp.